# Carangasso
Carangasso é vila e sede da comuna rural de Nafanga, na circunscrição de Cutiala, na região de Sicasso ao sul do Mali.

## História
No começo de 1898, Suonco de Molobala, por não estar em bons termos com Zampé de Carangasso, solicita a intervenção do fama Babemba Traoré (r. 1893–1898) do Reino de Quenedugu. Ao chegar próximo a vila, Babemba notou que era fortemente defensiva. Um dia após sua chegada, soube que uma força francesa que passou por Cumancu, havia deixado Carangasso às pressas, o que levou-o a recuar para Zangasso.